# Anularni granulom
Anularni granulom ali granuloma anulare je benigna granulomatozna bolezen neznane etiologije, ki prizadene večinoma kožo; granulomi pa so razporejeni v obliki obroča ali pa tudi raztreseni in se pojavljajo večinoma pri deklicah.

## Zdravljenje
Anularni granulomi so nenevarne spremembe, ki večinoma spontano regredirajo v dveh letih, zato zdravljenje ni potrebno. Lahko se uporabljajo lokalna kortikosteroidna mazila, redkeje pa se kortikosteroidi uporabljajo intralezijsko (z injiciranjem neposredno v prizadeto tkivo).

## Galerija
- Granuloma anulare
- Granuloma anulare
- Granuloma anulare